# たき坊
たき坊（たきぼう）は、東京都八王子市公認のゆるキャラである。

## 沿革
2011年に起きた東日本大震災や、2012年のそごう八王子店閉店など、八王子を取り巻く暗い話題を払拭しようと、八王子市滝山町の寺院・少林寺の副住職が中心となり「八王子のゆるキャラを作ろう会」が結成され、そこから生み出されたいたずらが大好きなタヌキのキャラクターである。仲間に、短期でツンデレな女の子「この姫」と、少林寺の住職とされる「おしょさん」がいる。
2011年秋からたき坊の着ぐるみが八王子市内外のさまざまなイベントで活躍しており、2012年3月29日には「八王子市市民企画事業補助金」対象事業となり、市公認のゆるキャラとなった。
2012年の「ゆるキャラグランプリ」では出場865体中58位に、都内では国分寺市の「にしこくん」、巣鴨地蔵通り商店街の「すがもん」に次いで、39体中3位となった。
2013年11月6日には、志木市スポーツ文化振興公社の公式キャラクター「カパル」（ベース）、戸越銀座商店街のマスコットキャラクター「戸越銀次郎」（キーボード）、秋田県の「ニャジロウ」（ドラムス）、「すがもん」（パーカッション）らとともにギタリストとして参加したバンド「GCB47」（GCBは「ご当地キャラバンド」の略）のアルバム『ゆるくないうたコレクション〜ご当地キャラクター・ソングス』が徳間ジャパンコミュニケーションズから発売されることになっている。

## プロフィール
- 誕生日 - 8月2日
- 出身地 - 八王子市滝山町
- 好きなもの - たぬきうどん、栗、信楽焼
- 性格 - マイペース、好奇心旺盛
- 趣味 - いたずら、鼻歌